# إيزابيلا من بارسيلوس
إيزابيلا من بارسيلوس (أكتوبر 1402 - 26 أكتوبر 1466)، المعروف أيضا بـ إيزابيلا من براغانزا (كان والدها في الأصل كونت بارسيلوس قبل أن يصبح دوق براغانزا )؛ وكانت ابنة الوحيدة لـ ألفونسو الأول دوق براغانزا وبياتريس بيريرا دي ألفيم، تزوجت من إنفانتي جواو كونستابل البرتغال هو في الأصل عمها غير الشقيق لوالداها أبناء جواو الأول ملك البرتغال .

## الذرية
إيزابيلا وإنفانتي جواو لديهم أربعة أبناء:-
- إنفانتي ديوغو (1425-1433) - كندسطبل البرتغال الرابع والسيد فرسان القديس جيمس الحادي عشر.
- انفانتا إيزابيلا (1428-1496) - تزوجت من خوان الثاني ملك قشتالة، ووالدة إيزابيلا الأولى من قشتالة.
- انفانتا بياتريس (1430-1506) - تزوجت من إنفانتي فردناندو دوق فيسيو، ووالدة مانويل الأول من البرتغال.
- انفانتا فيليبا (1432-1444)، ليدى ألمادا

توفيت إيزابيلا في بلدة أريفالو في 26 أكتوبر 1466 عن العمر يناهز الأربعة والستين، ودفنت في دير باتالها بجانب زوجها.